# Idaea inclinata
Idaea inclinata är en fjärilsart som beskrevs av Lederer 1855. Idaea inclinata ingår i släktet Idaea och familjen mätare. Inga underarter finns listade i Catalogue of Life.